# Traktat
Traktat, eller fördrag, är en samlingsterm för skriftliga överenskommelser mellan subjekt till den internationella rätten. Olika traktater som ryms under termen är bland annat konventioner, fördrag, akter, pakter, statuter, protokoll, stadgor, konstitutioner, utbyte av ministeriella noter, "agreed minutes" och "memoranda of agreement".
Subjekt till den internationella rätten som kommer i fråga är vanligtvis stater och internationella organisationer men kan även slutas mellan exempelvis stater och urfolk. Traktater mellan stater regleras i Wienkonventionen om traktaträtten från 1969. Traktater där åtminstone en part är ett annat subjekt till den internationella rätten än en stat, det vill säga en internationell organisation, regleras i den kompletterande Wienkonventionen om traktaträtten mellan stater och internationella organisationer eller internationella organisationer sinsemellan av den 21 mars 1986, som är en anpassning av 1969 års konvention. Bindande traktater ska följas i enlighet med pacta sunt servanda.

## Bilaterala och multilaterala traktater
Traktater kan vara bilaterala eller multilaterala. En bilateral traktat sluts mellan två parter och multilaterala mellan flera. Europeiska unionens medlemsstater har gemensamt skrivit bilaterala avtal med bland annat Schweiz. 

## Hur en traktat kommer till
Traktat är bara bindande för de stater som samtyckt till att vara bundna. En central fråga inom traktaträtten är därför hur en traktat kommer till och blir bindande. Det första steget i en traktats tillkomst är att traktatens ordalydelse ska bestämmas. Detta genomförs ofta genom omröstning på multilaterala konferenser, eller vid internationella diplomatiska förhandlingar. I det förra fallet får en traktat den ordalydelse som 2/3 av de närvarande staterna röstar för, medan det i andra fall krävs att samtliga stater samtycker till textens ordalydelse. När en traktat sedan har utformats är nästa steg att den ska "fastställs som autentisk och slutlig". Med detta menas i regel att en statsrepresentant (vanligen en diplomat) signerar traktaten ad referendum. Traktaten är vid detta stadium färdigt att ansluta sig till. Samtycke uttrycks genom ratifikation eller signering. När detta skett är den samtyckande staten inte helt ansluten till trakten, men den får vid detta stadium inte bryta mot traktatens ändamål och syfte.  Faktisk och slutlig anslutning sker först genom inkorporering (d.v.s. att staten gör traktaten till nationell lagtext), harmonisering (d.v.s. att staten anpassar sin nationella lag efter traktaten) eller konventionskonform lagtolkning (vilket innebär att staten låter sina domstolar tolka nationell lag med beaktande av traktaten). Vanligast är att traktat harmoniseras in i nationell lagstiftning, men Sverige har inkorporerat vissa traktat som till exempel Europakonventionen och barnkonventionen.